# 机心
庄子将像机械一样复杂机巧的心思称为机心。后人作为对比将顺应自然的心思为道心。这里“自然”指道学上的自然，即“道”，道学中认为万事万物的道理，并非现在人们说的自然环境。
庄子是道学先贤，在《天地》篇中引用的寓言，引审出机心和道心。《庄子·外篇·天地第十二》载：“……子贡曰：‘有械于此，一日浸百畦，用力甚寡而见功多，夫子不欲乎？’为圃者仰而视之曰：‘奈何？’曰：‘凿木为机，后重前轻，挈水若抽，数如汤，其名曰槔。’为圃者忿然作色而笑曰：‘吾闻之吾师，有机械者必有机事，有机事者必有机心。机心存于胸中，则纯白不备。纯白不备，则神生不定。神生不定者，道之所不载也。吾非不知，羞而不为也。’子贡瞒然，俯而不对。”
庄子寓言指的是借他人之口表达自己的意见，故事是杜撰而非史实。